# Poelau Bras (schip, 1929)
De Poelau Bras was een Nederlands vrachtschip, tevens als passagiersschip, doch later omgebouwd tot een bewapend troepentransportschip bij het begin van de Tweede Wereldoorlog in Azië. Ze had haar reisroutes vooral in de Javazee en de Indische Oceaan. Ze werd op 7 maart 1942 door Japanse bommenwerpers tot zinken gebracht in de Indische Oceaan.

## Geschiedenis
Op 27 februari 1942 wist de Poelau Bras veilig de haven van Tjilatjap te verlaten. Op 4 maart bereikte ze de Wijnkoopsbaai op Java. Pelabuhanratoe, Wijnkoopsbaai, Indische Oceaan, ten Zuiden van Buitenzorg, West-Java.
Op 6 maart kwam er een afdeling van 100 man van de Koninklijke Marine aan boord waaronder waarnemend Commandant der Zeemacht schout-bij-nacht J.J.A. van Staveren.
De Poelau Bras was teruggeroepen om de marinetop te evacueren.
Daarnaast kwam er nog een grote groep personen aan boord waaronder 28 topfunctionarissen van de B.P.M. en bemanningsleden van Shell en andere S.M.N.-schepen die al eerder getroffen waren of hun schepen zelf tot zinken hadden gebracht.
De Poelau Bras had slechts accommodatie voor 56 passagiers en de chaos aan boord was dan ook groot. Het schip was bewapend met aan stuur- en bakboord een Bofors-machinegeweer in een geschutskoepel en op het achterschip een 10,2-cm kanon.
Op 6 maart 1942 om 20.00 u. verliet ze de Wijnkoopsbaai met als bestemming Colombo (Sri Lanka), alwaar Vice-Admiraal C.E.L. Helfrich reeds aangekomen was om een nieuw hoofdkwartier in te richten. De marinemensen hadden op diverse plaatsen op het schip nog eens 16 mitrailleurs geplaatst, ter bescherming bij een eventuele luchtaanval. De machinekamer werd aangemaand door kapitein P. G. Crietée, om maximaal vermogen te leveren. Dit om zo snel mogelijk uit de gevarenzone te komen.
Men veronderstelde dat de Poelau Bras rond het middaguur uit het actieradiusgebied zou zijn van de Japanse vliegtuigen. Alle bewapende posten waren bezet.

## Poelau Bras aangevallen
Omstreeks 10.30 u. verscheen er een Japans verkenningsvliegtuig.
Om 11.40 u. verschenen er duikbommenwerpers boven de Poelau Bras die de aanval inzetten. Het waren Japanse Aichi D3A "Val"-bommenwerpers, afkomstig van het Japanse vliegdekschip "Hiryu".
In totaal voerden 12 vliegtuigen verdeeld in drie formaties de aanval uit.
Ontsnappen was een onmogelijke zaak. Een bom raakte een reddingssloep aan stuurboord en ontplofte op de waterlijn ter hoogte van de machinekamer.
Er ontstond een gat en water stroomde de machinekamer in waardoor de Sulzer-motor afsloeg. Als een weerloos slachtoffer dreef ze rond, zwaar bestookt door de duikbommenwerpers. Een voltreffer sloeg recht in de schoorsteen en brand brak uit. Het tegenvuur had weinig effect op de aanvallende vliegtuigen.

## Ooggetuigenverslag van de aanval
Kapitein ter zee Johan Hendrik van Rinkhuyzen was destijds ook aan boord van het schip en heeft een verslag opgetekend. Hier volgt een fragment:
...Om ongeveer 10u worden we verkend door een alleen vliegend vliegtuig, dat niet dichtbij komt en weer verdwijnt. De eigenlijke aanval kan nu over 1 ½ uur verwacht worden. Om half twaalf verschijnen 10 duikbommenwerpers en de aanval wordt even later ingezet. Wat een gevoel hier machteloos tegenover te staan. De enkele mitrailleurs waarover we beschikken hebben geen uitwerking en zijn geen partuur voor een dergelijken aanval. In het begin blijven Bozuwa en ik bij elkaar en zoeken dekking in het verblijf. Weldra komen er near misses en treffers o. a. in de machinekamer en ligt het schip gestopt. Het lawaai is oorverdovend. Schreeuwende vrouwen en kinderen, gewonden, brekend glaswerk, in een woord een hel. We zoeken eenige dekking aan dek. De nog niet verbrijzelde sloepen (3 van de 10) worden gestreken. Weldra springt in bom vlak bij op 10 meter afstand. Als door een wonder ongedeerd. Bozuwa raak ik in dit stadium kwijt. Bevel wordt gegeven het schip te verlaten. In totaal, voor zoover ik geteld 6 treffers en 3 near misses. Het wordt benauwd de rook en de gasten. De sloepen zijn te water, wat er nog van over is en de mensen trachten er in te komen. Op een gegeven oogenblik krijg ik de ingeving dat het nu de hoogste tijd voor mij is buiten boord te springen. Het schip is kennelijk zinkende. Onbeschrijfelijke tooneelen spelen zich aan dek af. En vele mitrailleurs vuren vanaf het schip. – Ik duik buiten boord en zwem eenige tijd rond en blijf een tijdje onder bij van het schip m. h. o. mitrailleerende vliegtuigen. Ik kom in de buurt van een sloep die al vrij vol is; andere sloepen zie ik nu niet. Met eenige anderen blijf ik buiten langs de sloep hangen als dekking tegen mitrailleur kogels. Later blijkt dat een kogel door mijn zwemvest is gegaan. Ik kom met veel moeite in de sloep. Hierna halen we nog eenige menschen o. a. gewonden uit het water. Intussen is de sloep weer naar het schip toegedreven, dat reeds zinkende is. Het is van het grootste belang dat we hier vandaan komen anders worden we meegezogen naar de diepte. Met groote moeite slagen we er in eenige riemen toe te leggen en van het schip vrij te komen. Wonder boven wonder wordt slechts 1 man door de mitrailleerende vliegtuigen gewond. Even later; we zijn er gelukkig een paar honderd meter vandaan, zinkt het schip in de diepte. Het mitrailleeren houdt op en de vliegtuigen verdwijnen. Er drijven veel wrakstukken rond en we pikken nog de noodige menschen op tot we werkelijk overvol zijn en er absoluut niemand meer bij kan. Elke centimeter ruimte is gebruikt. Heel in de verte drijven nog twee sloepen, doch zij maken de indruk kapotgeschoten te zijn. Bij ons kan werkelijk niemand meer bij en bovendien kunnen we hen niet bereiken door de wind. Met veel moeite wordt de mast opgezet en de zeilen geheschen. De sloep is berekend op maximum 35 man en we hebben er 60 aan boord, waarvan 55 man, 3 vrouwen en 2 kinderen. 5 man zijn gewond waar van 3 zwaar...

## Ondergang van de Poelau Bras
Kapitein Crietée gaf orders het schip te verlaten, waarna hij alleen achterbleef op de brug. Door het aanhoudende mitrailleurvuur van de bommenwerpers durfden velen niet via de sloepen van boord te gaan, maar sprongen toch in paniek overboord. Toen de vliegers van de Japanse bommenwerpers merkten dat het schip ten onder zou gaan, begonnen ze de reddingssloepen te beschieten die gestreken waren. Men mag wel veronderstellen dat de Japanners op de hoogte waren, dat een deel van de marinestaf aan boord was. Overal liepen spionnen rond. Uiteindelijk werden vier van de zeven sloepen vernietigd en konden er slechts drie gestreken worden, evenals twee vlotten.
Toen de sloepen nog maar enkele honderden meters van de Poelau Bras verwijderd waren, verhief de boeg zich rechtstandig omhoog en zonk snel over de achtersteven weg, naar de diepte van de zee. Nadat de Japanners zagen dat het schip gezonken was, liet men de schipbreukelingen en drenkelingen in zee achter. Ze keerden terug naar hun vliegkampschip Hiryu.
De Poelau Bras werd tot zinken gebracht op positie 10°00' Zuiderbreedte en 105°00' Oosterlengte in de Indische Oceaan, nabij Java.

## Overlevenden
Het aantal slachtoffers was slechts bij benadering aan te geven en werd geschat op 240 tot 300 opvarenden. In drie reddingsloepen bevonden zich 116 overlevenden. Zij hebben de nodige ontberingen moeten doorstaan: karige waterrantsoenen, het opeengepakt zitten met zieken en gewonden, opvarenden in de sloep die hun verstand verloren, licht gekleed overdag in de brandende zon en ´s nachts doorweekt in de ijzige kou, geteisterd door onweersbuien en overkomend zeewater. Op 11 maart, na vier dagen op zee, bereikte de eerste sloep Krui op Zuidwest-Sumatra. De tweede sloep landde op 12 maart bij de vuurtoren van Belimbing (nu: Tambling Lighthouse); dat gebied werd indertijd de 'Vlakke Hoek' genoemd. De derde reddingsloep bereikte na zes dagen (13 maart) de Semangkabaai (Zuid-Sumatra; voorheen: Keizersbaai). Uiteindelijk werden alle overlevenden door de Japanners gevangengenomen en per vrachtauto of trein overgebracht naar Palembang. Velen zijn in de Jappenkampen alsnog om het leven gekomen.

## Poelau Bras
- Type: Vrachtschip met passagiersaccommodatie, mogelijk ook voor troepentransportschip
- Roepnaam: PQKD/PGTO
- Naam: Poelau Bras: Afkomstig van een van de Batoe-eilanden ten westen van Sumatra
- Bouworder: 27 juli 1927 aan N.V. Koninklijke Maatsch. "De Schelde" te Vlissingen (bouwnummer 184)
- Kiellegging: 22 maart 1928
- Te water gelaten: 30 augustus 1929.
- Oplevering: 19 december 1929
- Verloren gegaan: 7 maart 1942

### Technische gegevens
- Lengte: 146,36 m
- Breedte: 18,59 m
- Diepgang: 11,20 m
- Waterverplaatsing: 9.278 brt - 5.659 net.ton - 10.769 ton (volgeladen)
- Machines: Gebr. Sulzer AG Winterthur 2 tew 8 cil. dieselmotor van 7.040 pk - 1 schroef
- Snelheid: 14,5 knopen (26,85 km/u)

### Bewapening
- 2 × Bofors-snelvuurkanonnen
- 1 × 4-inch kanon
- 16 × mitrailleurs (individueel)